# Keszthely vasútállomás
Keszthely vasútállomás egy Zala vármegyei vasútállomás, melyet a MÁV üzemeltet Keszthely településen.
A város Helikonliget nevű részében helyezkedik el, a Balaton partjától alig 200 méterre. A közvetlen közelében létesült a város autóbusz-állomása, ezzel biztosított a közvetlen átszállás lehetősége a közlekedési módok között.
A város területén ezen felül még egy vasúti megállóhely található, a fenékpusztai településrészen.

## Vasútvonalak
Az állomást az alábbi vasútvonalak érintik:
- Balatonszentgyörgy–Tapolca–Ukk-vasútvonal

## Kapcsolódó állomások
A vasútállomáshoz az alábbi állomások vannak a legközelebb:
- Alsógyenes megállóhely (Balatonszentgyörgy–Tapolca–Ukk-vasútvonal)
- Fenékpuszta megállóhely (Balatonszentgyörgy–Tapolca–Ukk-vasútvonal)

## Megközelítése tömegközlekedéssel
A vasútállomás mellett található az autóbusz-állomás, így a vasútállomás helyi és helyközi autóbuszokkal is megközelíthető.

## Forgalom
| Járat                                          | Útvonal | Gyakoriság                                      |
| ---------------------------------------------- | --- | ----------------------------------------------- |
| S34                                            | Budapest-Déli – Budapest-Kelenföld – Albertfalva – Budafok – Kastélypark – Tétényliget – Érd alsó – Tárnok – Martonvásár – Baracska – Pettend – Kápolnásnyék – Velence – Velencefürdő – Gárdony – Agárd – Dinnyés – Székesfehérvár – Maroshegy – Lepsény – Balatonaliga – Balatonvilágos – Szabadisóstó – Szabadifürdő – Siófok – Balatonszéplak felső – Balatonszéplak alsó – Zamárdi felső – Zamárdi – Szántód – Balatonföldvár – Balatonszárszó – Balatonszemes – Balatonlelle felső – Balatonlelle – Balatonboglár – Fonyódliget – Fonyód – Bélatelep – Alsóbélatelep – Balatonfenyves – Balatonfenyves alsó – Máriahullámtelep – Máriaszőlőtelep – Balatonmáriafürdő – Balatonberény – Balatonszentgyörgy – Keszthely | Napi 1 Fonyódról Keszthelyre, nyáron napi 2 pár |
| személyvonat                                   | Ukk – Gógánfa – Zalagyömörő – Sümeg – Sümegi Bazaltbánya – Uzsa – Uzsabánya alsó – Tapolca – Raposka – Balatonederics (← Becehegy) – Balatongyörök – Vonyarcvashegy – Gyenesdiás – Alsógyenes – Keszthely | Napi 1 Keszthely felé, napi 2 Ukk felé          |
| személyvonat                                   | Celldömölk – Nemeskocs – Boba – Kemenespálfa – Jánosháza – Nemeskeresztúr – Rigács – Ukk – Gógánfa – Zalagyömörő – Sümeg – Sümegi Bazaltbánya (← Uzsa) – Uzsabánya alsó – Tapolca – (Raposka →) – Balatonederics – Balatongyörök – Vonyarcvashegy – Gyenesdiás – Alsógyenes – Keszthely | Napi 2 pár                                      |
| személyvonat                                   | Tapolca – Raposka – Balatonederics (– Becehegy) – Balatongyörök – Vonyarcvashegy – Gyenesdiás – Alsógyenes – Keszthely (– Balatonszentgyörgy) | Napi 3 pár                                      |
| Fenyves sebesvonat                             | Pécs – Szentlőrinc – Sásd – Dombóvár alsó – Kaposvár – Fonyód – Bélatelep – Alsóbélatelep – Balatonfenyves – Balatonfenyves alsó – Máriahullámtelep – Máriaszőlőtelep – Balatonmáriafürdő – Balatonberény – Balatonszentgyörgy – Keszthely | Nyáron napi 1 pár                               |
| Lesence sebesvonat                             | Szombathely – Sárvár – Celldömölk – Ukk – Sümeg – Tapolca – Raposka – Balatonederics – Balatongyörök – Vonyarcvashegy – Gyenesdiás – (Alsógyenes →) Keszthely | Nyáron napi 1 pár                               |
| Tanúhegy sebesvonat                            | Győr – Győr-Gyárváros – Győrszabadhegy – Ménfőcsanak felső – Gyömöre-Tét – Szerecseny – Gecse-Gyarmat – Vaszar – Pápa – Mezőlak – Mihályháza – Vinár – Külsővat – Celldömölk – Ukk – Sümeg – Tapolca – Raposka – Balatonederics – Balatongyörök – Vonyarcvashegy – Gyenesdiás (← Alsógyene) – Keszthely | Nyáron napi 1 pár                               |
| sebesvonat, Déli<-parti sebesvonat             | Keszthely → Balatonszentgyörgy → Balatonberény → Balatonmáriafürdő → Máriaszőlőtelep → Máriahullámtelep → Balatonfenyves alsó → Balatonfenyves → Alsóbélatelep → Bélatelep → Fonyód → Fonyódliget → Balatonboglár → Balatonlelle → Balatonlelle felső → Balatonszemes → Balatonszárszó → Balatonföldvár → Szántód → Zamárdi → Zamárdi felső → Balatonszéplak alsó → Balatonszéplak felső → Siófok → Szabadifürdő → Szabadisóstó → Balatonvilágos → Balatonaliga → Lepsény → Polgárdi-Tekerespuszta → Kiscséripuszta → Szabadbattyán → Maroshegy → Székesfehérvár → Kápolnásnyék → Érd alsó → Budapest-Kelenföld → Budapest-Déli                                                                                            | Napi 1 Budapest felé                            |
| Déli<-parti InterRégió, Déli->parti InterRégió | Budapest-Déli – Budapest-Kelenföld – Érd alsó – Székesfehérvár – Maroshegy – Szabadbattyán – Kiscséripuszta – Polgárdi-Tekerespuszta – Lepsény – Balatonaliga – Balatonvilágos – Szabadisóstó – Szabadifürdő – Siófok – Balatonszéplak felső – Balatonszéplak alsó – Zamárdi felső – Zamárdi – Szántód – Balatonföldvár – Balatonszárszó – Balatonszemes – Balatonlelle felső – Balatonlelle – Balatonboglár – Fonyódliget – Fonyód – Bélatelep – Alsóbélatelep – Balatonfenyves – Balatonfenyves alsó – Máriahullámtelep – Máriaszőlőtelep – Balatonmáriafürdő – Balatonberény – Balatonszentgyörgy (→ Keszthely) | Nyáron napi 1 Keszthely felé                    |
| Helikon InterRégió                             | Győr – Győr-Gyárváros – Győrszabadhegy – Gyömöre-Tét – Szerecseny – Vaszar – Pápa – Celldömölk – Jánosháza – Sümeg – Tapolca – Balatonederics – Balatongyörök – Vonyarcvashegy – Gyenesdiás – Keszthely – Balatonszentgyörgy – Balatonberény – Balatonmáriafürdő – Balatonfenyves alsó – Balatonfenyves – Alsóbélatelep – Bélatelep – Fonyód – Lengyeltóti – Öreglak – Somogyvár – Pamuk – Osztopán – Somogyjád – Kapostüskevár – Kaposvár (hétvégén 1-2 pár tovább: – Dombóvár alsó – Sásd – Szentlőrinc – Pécs) | 2 óránként                                      |
| Helikon InterRégió                             | Tapolca – Raposka – Balatonederics – Becehegy – Balatongyörök – Vonyarcvashegy – Gyenesdiás – Alsógyenes – Keszthely – Balatonszentgyörgy – Balatonberény – Balatonmáriafürdő – Balatonfenyves alsó – Balatonfenyves – Alsóbélatelep – Bélatelep – Fonyód – Lengyeltóti – Öreglak – Somogyvár – Pamuk – Osztopán – Somogyjád – Kapostüskevár – Kaposvár | Napi 1 pár                                      |
| Balaton InterCity                              | Budapest-Déli – Budapest-Kelenföld – Székesfehérvár (– Lepsény) – Siófok – Zamárdi – Balatonföldvár – Balatonszárszó – Balatonszemes – Balatonlelle – Balatonboglár – Fonyód – Balatonfenyves – Balatonmáriafürdő – Balatonberény – Balatonszentgyörgy – Keszthely | 2 óránként                                      |